# Antonio Machado (stacja metra)
Antonio Machado – stacja początkowa metra w Madrycie, na linii 7. Znajduje się w dzielnicy Fuencarral-El Pardo, w Madrycie i zlokalizowana jest pomiędzy stacjami Peñagrande i Valdezarza. Została otwarta 29 marca 1999.